# Arctosa harraria
Arctosa harraria Roewer, 1960 è un ragno appartenente alla famiglia Lycosidae.

## Etimologia
Il nome proprio della specie deriva dalla località etiope di rinvenimento degli esemplari: Harar, detta anche Harrar e Harer.

## Caratteristiche
Il cefalotorace ha il pattern oculare di color giallo rossiccio e i singoli occhi sono bordati di nero. L'epigino ha una piastra di forma circolare e delimitato da due setti chitinosi interconnessi.
Le femmine hanno il bodylenght (prosoma + opistosoma) di 5 millimetri (2 + 3).

## Distribuzione
La specie è stata reperita nell'Etiopia orientale: nei pressi della cittadina di Harar, nell'omonima regione.

## Tassonomia
Al 2016 non sono note sottospecie e dal 1960 non sono stati esaminati nuovi esemplari.